# Thomas Clarke (Politiker)

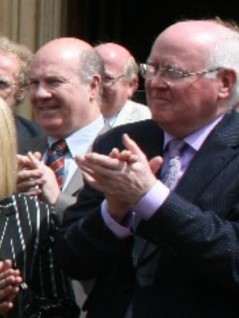
Thomas Clarke

Thomas „Tom“ Clarke CBE (* 10. Januar 1941 in Coatbridge) ist ein schottischer Politiker.

## Leben
Clarke besuchte die All Saints School sowie die St Mary’s High School. Anschließend wechselte er an das Scottish College of Commerce der Universität von Strathclyde in Glasgow. Für politische Verdienste erhielt Clarke den Order of the British Empire im Range eines Commanders.

## Politischer Werdegang
Bereits im Alter von 18 Jahren war Clarke Mitglied des Wahlkampfteams des Labour-Politikers James Dempsey als dieser bei den Unterhauswahlen 1959 erstmals im Wahlkreis Coatbridge and Airdrie antrat und das Mandat bis zu seinem Tod 1982 verteidigte. Vier Jahre später wurde Clarke in den Stadtrat von Coatbridge gewählt und dann 1974 zum Provost des Distrikts Monklands.
Nach dem Ableben James Dempseys wurden 1982 im Wahlkreis Coatbridge and Airdrie Nachwahlen vonnöten. Zu diesen stellte die Labour Party Clarke auf, der erstmals zu Wahlen auf nationaler Ebene antrat. Am Wahltag konnte er 55,1 % der Stimmen auf sich vereinen und zog damit erstmals in das britische Unterhaus ein. Zum Ende der Wahlperiode wurde der Wahlkreis Coatbridge and Airdrie infolge der Wahlkreisreform aufgelöst und weitgehend durch den neugeschaffenen Wahlkreis Monklands West ersetzt. Um dessen Mandat bewarb sich Clarke bei den Unterhauswahlen 1983. Am Wahltag erhielt er sie Stimmmehrheit und behielt damit seinen Sitz im House of Commons. Bei den beiden folgenden Wahlen 1987 und 1992 hielt er sein Mandat.
Nachdem auch der Wahlkreis Monklands West im Zuge einer neuerlichen Wahlkreisreform aufgelöst worden war, trat Clarke bei den Wahlen 1997 im neugeschaffenen Wahlkreis Coatbridge and Chryston an, dessen Mandat er errang und bei den Wahlen 2001 verteidigte. Zum dritten Mal wurde Clarkes Wahlkreis 2005 aufgelöst und er kandidierte zu den Wahlen im selben Jahr im Nachfolgewahlkreis Coatbridge, Chryston and Bellshill. Clarke gewann das Mandat und verteidigte es bei den Wahlen 2010. Infolge massiver Stimmgewinne der SNP schied Clarke bei den Unterhauswahlen 2015 im Alter von 74 Jahren aus dem House of Commons aus. Das Mandat gewann der SNP-Kandidat Philip Boswell.
Im Schattenkabinett der Labour Party war Clarke zwischen 1987 und 1992 als Staatssekretär für Menschen mit Behinderung vorgesehen. In der folgenden Wahlperiode fungierte er als Parteisprecher für Schottlandfragen und war Schatten-Schottlandminister. Von 1993 bis 1994 war er als Minister für internationale Entwicklung vorgesehen, um im Schattenkabinett dann die Position des Staatssekretärs für Behindertenrechte bis 1997 einzunehmen. 1997 wurde er als Staatssekretär für Film und Tourismus eingesetzt und füllte diese Position bis 1998 aus.